# Benoît Brunet (aviron)
Pour les articles homonymes, voir Brunet et Benoît Brunet.
Benoit Brunet, né le 22 juillet 1991 à Tourcoing, est un rameur qui pratique l’aviron dans le club de Saint Quentin depuis 2017 après avoir pratiqué à l’Aviron Boulonnais.

## Biographie
C’est à 16 ans, après une initiation scolaire, que Benoît Brunet commence la pratique de l’aviron. Rapidement performant[réf. nécessaire], il intègre le Pôle France et Espoirs Aviron de Nancy et participe dès 2009 à ses premiers Championnats du monde avec l’Équipe de France Junior.
Aligné en 2 de pointe en compagnie de Sébastien Lenté entre 2011 et 2014, c’est, dans la catégorie du 8 de pointe qu’il s’illustre[réf. nécessaire]. Régulièrement convié en Équipe de France[réf. nécessaire]. Il remporte notamment le titre de vice-champion du monde universitaire à Poznań en 2016[réf. nécessaire]. Depuis décembre 2016, Benoit Brunet fait partie de dispositif Athlètes SNCF en tant que technicien méthode au technicentre Alsace à Strasbourg.
Il remporte aux Championnats d'Europe d'aviron 2018 à Glasgow avec Benoît Demey, Sean Vedrinelle et Édouard Jonville la médaille de bronze en quatre sans barreur.

## Palmarès
Palmarès,, : 

### Championnats du monde
- 2009
  - 7e en huit de pointe avec barreur (JM8+) à Brive-la-Gaillarde,  France
- 2010
  - 5e en deux de pointe sans barreur (BM2-) U23 à Brest,  Biélorussie
- 2012
  - 12e en huit de pointe avec barreur (M8+) à Bled,  Slovénie
- 2013
  - 6e en huit de pointe avec barreur (M8+) à Chungju,  Corée du Sud
- 2014
  - 5e en huit de pointe avec barreur (M8+) à Amsterdam,  Pays-Bas
- 2015
  - 10e en huit de pointe avec barreur (M8+) à Aiguebelette,  France
- 2016
  -  Vice-champion du monde en huit de pointe avec barreur (M8+) universitaire à Poznań,  Pologne
  - 9e en deux de pointe avec barreur (M2+) à Rotterdam,  Pays-Bas

### Coupe du monde
- 2011
  - 5e en huit de pointe avec barreur (M8+) à la Coupe du monde à Munich,  Allemagne
- 2012
  -  en quatre de pointe sans barreur (M4-) à la Régate qualifiante olympique à Lucerne ,  Suisse
  - 6e en huit de pointe avec barreur à la Coupe du monde (M8+) à Belgrade,  Serbie
- 2013
  -  en huit de pointe avec barreur (M8+) à la Coupe du monde à Eton,  Angleterre
- 2014
  -   en huit de pointe avec barreur (M8+) aux Régates royales à Henley,  Angleterre
  - 4e en huit de pointe avec barreur (M8+) à la Coupe du monde à Aiguebelette,  France
- 2015
  - 4e en huit de pointe avec barreur (M8+) à la Coupe du monde à Bled,  Slovénie
  - 7e en huit de pointe avec barreur (M8+) à la Coupe du monde à Varèse,  Italie

### Championnats d'Europe
- 2013
  - 4e en huit de pointe avec barreur (M8+) à Seville,  Espagne
- 2014
  - 5e en huit de pointe avec barreur (M8+) à Belgrade,  Serbie
- 2015
  - 5e en huit de pointe avec barreur (M8+) à Poznań,  Pologne
- 2017
  - 4e en quatre de pointe sans barreur (M4-) à Racice,  République tchèque
- 2018
  -  Médaillé de bronze en quatre de pointe sans barreur (M4-) à Glasgow,  Écosse
- 2020
  - 5e en quatre de pointe (M4-) à Poznań,  Pologne
- 2024
  -  Médaillé de bronze en quatre de pointe sans barreur (M4-) à Szeged,  Hongrie

### Championnat de France
- 2010
  - 4e en deux de pointe sans barreur à Cazaubon,  France
  -  en quatre de pointe avec barreur au Creusot,  France
- 2011
  - 4e en deux de pointe sans barreur à Aiguebelette,  France
  - 4e en quatre de pointe avec barreur à Brive-la-Gaillarde,  France
- 2012
  -  en deux de pointe sans barreur à Cazaubon,  France
- 2013
  -   en deux de pointe sans barreur à Brive-la-Gaillarde,  France
  -  en quatre de pointe avec barreur à Bourges,  France
- 2014
  -  en deux de pointe sans barreur à Cazaubon,  France
  -  en deux de pointe avec barreur à Bourges,  France
- 2015
  -  d'aviron indoor au Stade Pierre de Coubertin à Paris,  France
- 2018
  -  en deux sans barreur à Libourne,  France
  -  en deux sans barreur à Cazaubon,  France
- 2025
  -  d'aviron indoor au Stade Charlety à Paris France